# دین در ژاپن
| مؤمنان مذهبی در ژاپن (کتاب حقایق جهانی سیا)                                                      | مؤمنان مذهبی در ژاپن (کتاب حقایق جهانی سیا) | مؤمنان مذهبی در ژاپن (کتاب حقایق جهانی سیا) | مؤمنان مذهبی در ژاپن (کتاب حقایق جهانی سیا) | مؤمنان مذهبی در ژاپن (کتاب حقایق جهانی سیا) |
| ------------------------------------------------------------------------------------------------ | ------------------------------------------- | ------------------------------------------- | ------------------------------------------- | ------------------------------------------- |
|                                                                                                  |                                             |                                             |                                             |                                             |
| شینتو                                                                                            | شینتو                                       |                                             | ۷۰٫۵٪                                       | ۷۰٫۵٪                                       |
| بوداگرایی ژاپنی                                                                                  | بوداگرایی ژاپنی                             |                                             | ۶۷٫۲٪                                       | ۶۷٫۲٪                                       |
| مسیحیت در ژاپن                                                                                   | مسیحیت در ژاپن                              |                                             | ۱٫۵٪                                        | ۱٫۵٪                                        |
| Other religions                                                                                  | Other religions                             |                                             | ۵٫۹٪                                        | ۵٫۹٪                                        |
| کل پیروان بیش از ۱۰۰٪ است زیرا بسیاری از مردمان ژاپنی هم پیرو شینتو و هم پیرو آیین بودایی هستند. |                                             |                                             |                                             |                                             |

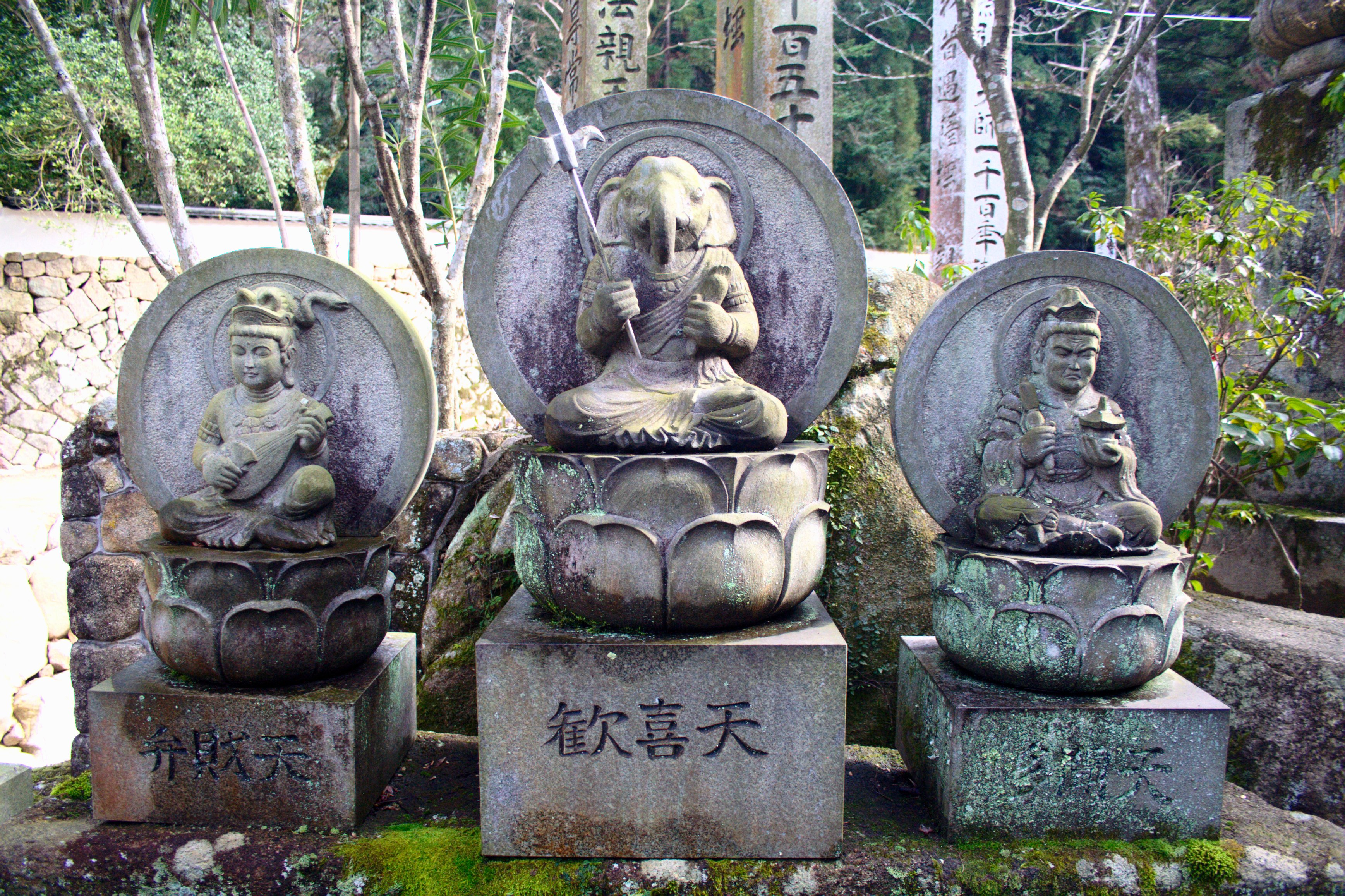
از چپ به راست: مجسمه‌های بنزائیتن (سرسوتی), کانگیتن (گانش) و بیشامنتن (کوبرا) در دایشو-این میاجیما در هاتسوکاایچی، هیروشیما

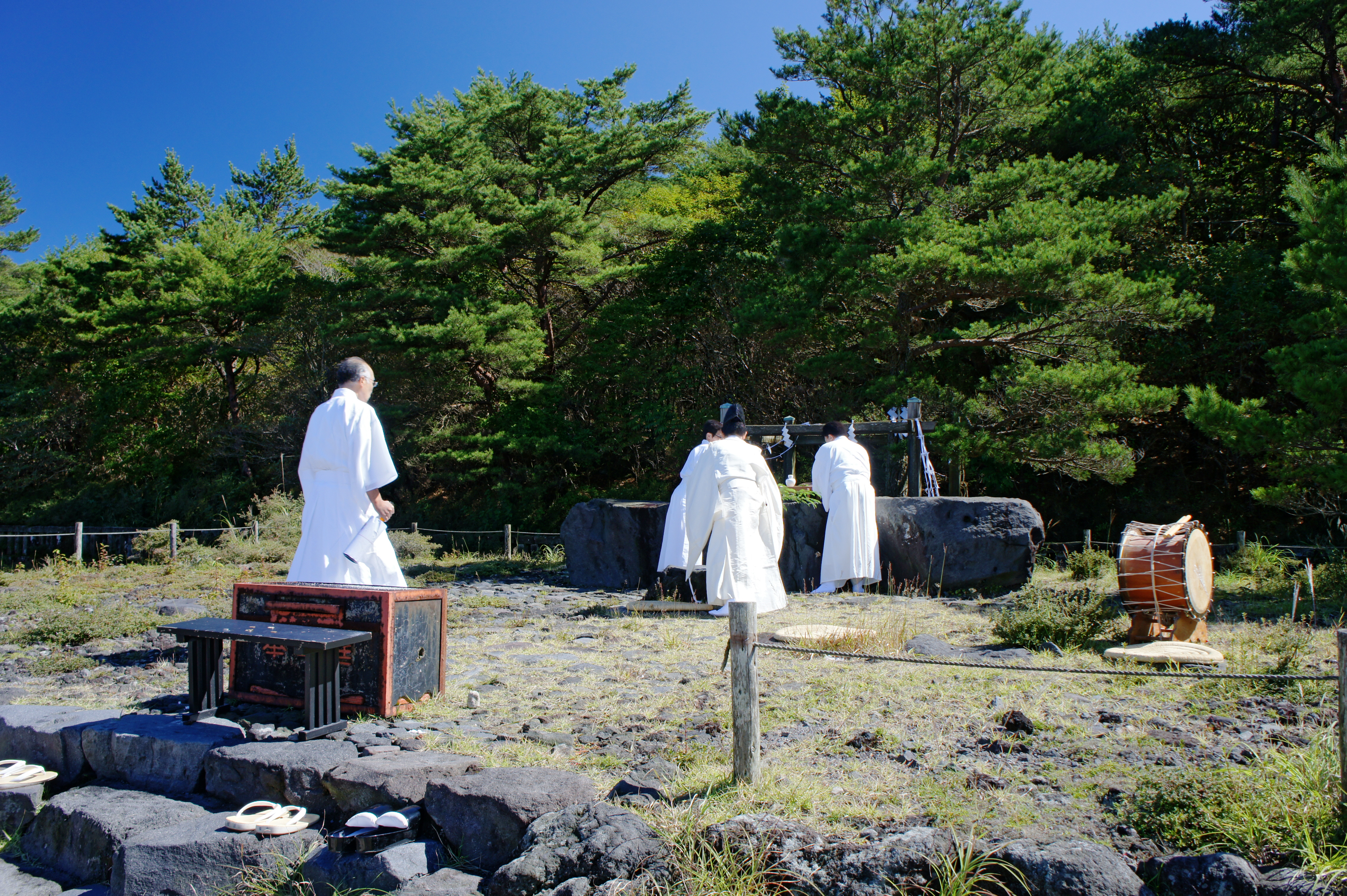
مراسمی در تاکاچیو-گاوارا، مکان مقدس شینتو نزول به زمین نینیگی-نو-میکوتو (نوه الهه آماتراسو)

دین در ژاپن عمدتاً در شینتو و بودیسم، دو ایمان اصلی، که مردمان ژاپنی اغلب به‌طور همزمان به آنها معتقد هستند، نمود دارد. بر اساس برآوردها، ۷۰ درصد از مردم تا حدودی از آیین‌های شینتو پیروی می‌کنند، اجداد و کامی را در محراب‌های خانگی و معبد شینتویی می‌پرستند. یک عدد تقریباً به همان اندازه بالا گزارش شده است
به عنوان بودایی ترکیب همزمان هر دو، که عموماً با نام شینبوتسو-شوگو شناخته می‌شوند، رایج هستند. آنها پیش از ظهور شینتوی حکومتی در قرن نوزدهم، نماینده مذهب غالب ژاپن بودند.
مفهوم ژاپنی دین به‌طور قابل توجهی با فرهنگ غربی متفاوت است. معنویت و عبادت به شدت التقاطی هستند. آداب و رسوم، که اغلب با رفاه و منافع دنیوی همراه است، دغدغه اصلی هستند، در حالی که آموزه‌ها و باورها توجه اندکی را به خود جلب می‌کنند.
هویت دینی تصوری بیگانه است. اگرچه اکثریت قریب به اتفاق شهروندان ژاپنی از شینتو پیروی می‌کنند، تنها حدود ۳٪ در نظرسنجی‌ها به عنوان شینتو معرفی می‌شوند، زیرا این اصطلاح به معنای عضویت در فرقه‌های شینتو سازمان یافته است.
برخی به عنوان «دون دین» مو شوکیو (無宗教) شناسایی می‌شوند، اما این به معنای بی‌دینی و طرد دین نیست. مو شوکیو یک هویت مشخص است که بیشتر برای تأیید دینداری «عادی» و در عین حال رد وابستگی به جنبش‌های متمایز که به عنوان خارجی یا افراطی تلقی می‌شوند، استفاده می‌شود.

## شینتو
شینتو (神道 Shintō)، همچنین kami-no-michi, دین بومی از ژاپن و از بیشتر مردمان ژاپنی است. . جورج ویلیامز شینتو را به عنوان یک کنش محور دین طبقه‌بندی می‌کند؛ تمرکز آن بر روی آیین اعمالی است که باید با جدیت انجام شود تا ارتباطی بین ژاپن امروزی و ریشه‌های باستانی آن برقرار شود. سوابق تاریخی مکتوب کوجیکی و نیهون شوکی برای اولین بار در قرن هشتم ثبت و مدون اعمال شینتو شد. با این حال، این نخستین نوشته‌های ژاپنی به یک «مذهب شینتو» واحد اشاره نمی‌کنند، بلکه به مجموعه‌ای از باورهای بومی و اسطوره‌شناسی ژاپنی اشاره می‌کنند.
شینتو در قرن بیست و یکم دین عمومی معبد شینتویی است که به پرستش تعداد زیادی از الوهیت [[[کامی]] اعتقاد دارد،
برای اهداف مختلف مانند یادبودهای جنگ و جشن برداشت مناسب است و همچنین برای سازمان‌های فرقه‌ای مختلف کاربرد دارد. ایمانداران باورهای متنوع خود را از طریق یک زبان استاندارد بیان می‌کنند، اتخاذ سبکی مشابه در لباس پوشیدن و تاریخ گذاری آیینی مربوط به دوران دوره نارا (۷۱۰–۷۹۴) و دوره هی‌آن (۷۹۴–۱۱۸۵).
دین در ژاپن (۲۰۱۸ تحقیق توسط ان‌اچ‌کی)